# Manuela Malsiner
Manuela Malsiner (Vipiteno, 15 dicembre 1997) è un'ex saltatrice con gli sci italiana.

## Biografia
Nata a Vipiteno e residente a Ortisei (BZ), Manuela Malsiner è sorella maggiore di Lara e Jessica, a loro volta saltatrici con gli sci di livello internazionale.
Dedicatasi al salto in giovanissima età, dopo un'iniziale esperienza nel nuoto, nella stagione 2007-2008 si è tesserata per lo Sci Club Gardena, sotto la guida del tecnico Romed Moroder, debuttando nell'agonismo nel biennio successivo.
Tra il 2010 e il 2011 viene convocata nella squadra del comitato FISI altoatesino, per poi entrare nell'orbita delle squadre nazionali; il 26 febbraio 2011 esordisce nei circuiti di gara FIS, piazzandosi 17^ in una gara junior tenutasi sul trampolino HS90 di Baiersbronn. Nella stagione seguente (2011-2012) debutta in Coppa Continentale, piazzandosi 52^ e 43^ nelle due competizioni tenutesi sull'HS74 di Bischofsgrün; si piazza inoltre 32^ nella gara FIS di Pöhla e 13^ ai mondiali giovanili di Erzurum.
Nella stagione 2012-2013 la Malsiner debutta in Coppa del Mondo, prendendo parte, nel gennaio 2013, alla tappa di Schonach (che chiude al 52º posto): nel prosieguo della stagione il miglior risultato è costituito dal 25º posto conseguito a Ljubno, che le consente di guadagnare i suoi primi punti nel circuito mondiale. Un mese dopo viene convocata per i mondiali in Val di Fiemme, ove chiude 29^ la gara femminile individuale. Nel corso dell'annata prende infine parte a diverse tappe di FIS Cup e Alpen Cup, piazzandosi regolarmente tra le prime 10 e cogliendo due podi (terzo posto a Pöhla e secondo a Einsiedeln).
La stagione 2013-2014 si apre con i Grand Prix estivi, ove la Malsiner coglie quali migliori risultati tre 21esimi posti ad Almaty e Nižnij Tagil; in Coppa del Mondo ottiene diversi piazzamenti a punti (raccogliendone in totale 58), con il 18º posto di Zaō come miglior risultato. Convocata per i mondiali giovanili in Val di Fiemme, chiude 19^ la gara individuale. Conquista inoltre la medaglia d'argento ai campionati italiani. Un infortunio occorsole sul trampolino di Planica la costringe tuttavia a chiudere anzitempo la stagione.
Nell'ottobre 2014 la Malsiner si piazza terza ai campionati nazionali; ulteriori problemi fisici la obbligano tuttavia a fermarsi nuovamente, saltando praticamente tutta la stagione 2015. Il 20 gennaio 2017 ha ottenuto a Zaō il suo primo podio in Coppa del Mondo (2ª); ai successivi Mondiali di Lahti 2017 si è classificata 15ª nel trampolino normale e 7ª nella gara a squadre mista dal trampolino normale. Ai XXIII Giochi olimpici invernali di Pyeongchang 2018, suo esordio olimpico, si è classificata 18ª nel trampolino normale. Ha annunciato il suo ritiro al termine della stagione 2020-2021.

## Palmarès

### Mondiali juniores
- 1 medaglia:
  - 1 oro (trampolino normale a Park City 2017)

### Coppa del Mondo
- Miglior piazzamento in classifica generale: 15ª nel 2017
- 1 podio:
  - 1 secondo posto

### Campionati italiani
- 2 medaglie:
  - 1 argento (trampolino normale nel 2013)
  - 1 bronzo (trampolino normale nel 2014)